# فتح مرعش
فتح مرعش تمت من قبل القوات الإسلامية في عصر الخلافة الراشدة خلال حملاتهم في الأناضول عام 17 هـ (638) بقيادة خالد بن الوليد. وقد استسلمت المدينة دون إراقة الدماء. وتعتبر هذه الحملة مهمة لأنها تمثل نهاية المهام العسكرية لخالد بن الوليد، الذي عزل من الجيش بعد أشهر قليلة من عودته من البعثة.

## خلفية
عندما أنتصر المسلمون انتصارا حاسما في معركة اليرموك في أغسطس 636، وفشلت محاولات الإمبراطور البيزنطي هرقل لأستعادة الأراضي التي سيطر عليها المسلمين. وعلاوة على ذلك، لم يستطع إرسال المزيد من القوات إلى تلك المناطق، وبالتالي قرر الاستعانة بحلفائه العرب النصارى من الجزيرة الفراتية. وعين جيشا من العرب النصارى لحصار حمص في منتصف صيف 638.
تجنب المسلمين المعركة في العراء وبدلا من ذلك اختارو إستراتيجية دفاعية أدت إلى معركة في حمص. ولكن اضطر الجيش العربي المسيحي لسحب حصاره عندما أمر الخليفة عمر بن الخطاب الجيش الإسلامي في العراق بالهجوم على الجزيرة. وفي هذه اللحظة تقدمت الطليعة المتحركة بقيادة خالد بن الوليد وهاجمت مؤخرة الجيش المنسحب، مما سبب بخسائر فادحة للجيش البيزنطي.
وبعد الغزو الواسع النطاق من قبل المسلمين على الجزيرة الذي تم بدون مقاومة تذكر في بضعة أشهر فقط. وتم احتلال الجزء الغربي من الجزيرة بشكل سريع، كتب أبو عبيدة بن الجراح إلى عمر يطلب فيها عياض بن غنم، الذي كان في غرب الجزيرة، لينظم تحت قيادته حتى يتمكن من استخدام في الغارات عبر الحدود الشمالية. وافق عمر لهذا الطلب، وانتقل عياض إلى حمص مع جزء من قوات المسلمين المرسلة من العراق.

## المعركة
في خريف عام 638، أطلق أبو عبيدة عدة جيوش، من بينها جيشين بقيادة كل من خالد وعياض لمداهمة الأراضي البيزنطية في الأناضول في طرسوس التي تقع في اقصى الغرب. وكان هدف خالد مدينة مرعش التي تقع على سهل عند سفح جبال طوروس. وفي نهاية عام 638 حاصرت الجيوش الإسلامية المدينة التي تحتوي على حامية بيزنطية. ودب اليأس في الحامية من قدوم أي مساعدات من الإمبراطور واستسلمت وفقا لشروط متفق عليها مثل الجزية، وبنود تنص على الخروج من المدينة.

## بعد المعركة وعزل خالد
عاد خالد إلى قنسرين محمل بغنائم معركة مرغش التي ذكر بعظ المؤرخين أنها لو وزعت على الجنود لجعلتهم أغنياء مدي الحياة. وتحدث الناس بفعال خالد في أرمينية، وتحدثوا بانتصاراته في الشام والعراق، فتغنّى الشعراء بفعاله، فوهبهم خالد من ماله وأغدق عليهم، وكان ممن وهبهم خالد الأشعث بن قيس الذي وهبه خالد عشرة الآف درهم. بلغ عمر في المدينة خبر جائزة خالد للأشعث، فكتب عمر إلى أبي عبيدة أن يستقدم خالد مقيدًا بعمامته، حتى يعلم أأجاز الأشعث من ماله أم من مال المسلمين، فإن زعم أنها من مال المسلمين، فتلك خيانة للأمانة. وإن زعم أنها من ماله، فقد أسرف، وفي كلتا الحالتين يُعزل خالد من قيادته للجيوش. تحيّر أبو عبيدة، فترك تنفيذ تلك المهمة لبلال بن رباح رسول الخليفة بالكتاب. أرسل أبو عبيدة يستدعي خالد من قنسرين، ثم جمع الناس وسأل بلال خالدًا عما إذا كانت جائزته للأشعث من ماله أم من مال المسلمين؟. فأجاب خالد أنها من ماله الخاص، فأعلنت براءته. فاجأ أبو عبيدة خالدًا بأن الخليفة قد عزله، وأنه مأمور بالتوجه للمدينة.
ذهب خالد للمدينة المنورة للقاء عمر، محتجًا على ما اعتبره ظلمًا، إلا أن عمر أصر على قراره. كثر اللغط في الأمصار حول عزل عمر لخالد، فأذاع في الأمصار:
| فتح مرعش | إِنِّي لَمْ أَعْزِلْ خَالِدًا عَنْ سَخْطَةٍ وَلا خِيَانَةٍ، وَلَكِنَّ النَّاسَ فُتِنُوا بِهِ، فَخِفْتُ أَنْ يوكلوا إِلَيْهِ وَيُبْتُلُوا بِهِ، فَأَحْبَبْتُ أَنْ يَعْلَمُوا أَنَّ اللَّهَ هُوَ الصَّانِعُ، وَأَلا يَكُونُوا بِعَرَضِ فِتْنَةٍ. | فتح مرعش |